# Miguelitos
I miguelitos sono dolcetti tradizionali di La Roda, preparati con pasta sfoglia e crema pasticciera, cosparsi di zucchero a velo.
Durante la "Feria de Albacete" si vendono migliaia di miguelitos, di solito accompagnati da caffè, orujo de miel (liquore a base di miele) o sidro.